# Zang Yize
Zang Yize (Harbin, 8 settembre 1999) è una pattinatrice di short track cinese.

## Biografia
Ha iniziato a praticare lo short track nel 2009. Ha studiato presso l'Università dello Sport di Pechino. E' allenata da Kim Sun-tae.
Durante la sua carriera si è fratturata lo sterno dopo un incidente all'evento della Coppa del Mondo 2017 a Shanghai, che la ha costretta a non partecipare alle competizioni per sei mesi.

## Palmarès

### Mondiali
- 2 medaglie:
  - 1 oro (staffetta 3000 m a Rotterdam 2017);
  - 1 argento (staffetta 2000 m mista a Seul 2023).

### Giochi asiatici invernali
- 2 medaglie: 
  - 1 oro (500 metri a Sapporo 2017);
  - 1 argento (staffetta 3000 m a Sapporo 2017).

### Universiade invernale
- 2 medaglie:
  - 1 oro (500 m ad Almaty 2017);
  - 1 argento (staffetta 3000 m ad Almaty 2017).

### Giochi olimpici giovanili invernali
- 1 medaglia: 
  - 1 argento (500 m a Lillehammer 2016).

### Mondiali junior
- 4 medaglie:
  - 1 oro (staffetta 3000 m a Sofia 2016);
  - 1 argento (1500 m a Osaka 2015);
  - 2 broniz (500 m e 1500 m a Sofia 2016).